# Medaille für Leiden um das Vaterland

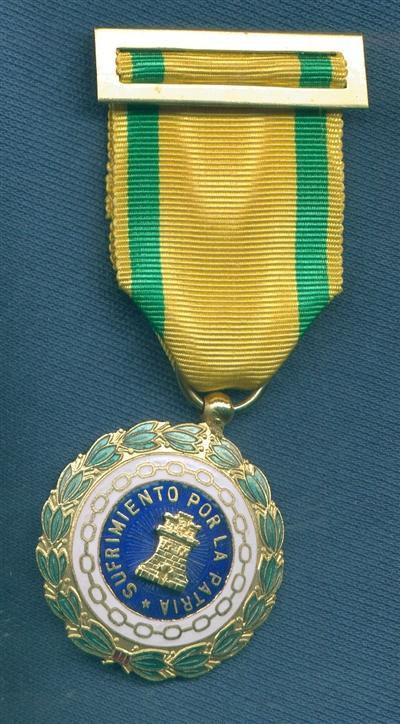
Medaille für Leiden um das Vaterland

Die Medaille für Leiden um das Vaterland (esp. Medalla de Sufrimientos por la Patria) war eine spanische militärische Auszeichnung, die am 6. November 1814 durch König Ferdinand VII. gestiftet wurde und verschiedentlich erneuert bzw. geändert worden ist. Im Jahr 2003 wurde die Verleihung der Medaille eingestellt.

## Geschichte
Die ursprüngliche Auszeichnung als Medaille für Kriegsgefangene war für Kriegsgefangene während der Napoleonischen Kriege gedacht, welche sich aus französischer Gefangenschaft durch Flucht befreit hatten. Erst war diese Auszeichnung nur für Offiziere und Soldaten gedacht, wurde aber durch ein Dekret vom 26. Juli 1815 auf Zivilpersonen ausgedehnt. Ab dem 7. Juli 1921 erhielt sie den Status einer Verwundetenauszeichnung. Grundlegende Erneuerungen und Ergänzungen wurden am 10. März 1920, 26. Januar 1937, 1. Oktober 1938 und am 23. August 1975 getroffen. Im Jahr 2003 ist die Verleihung der Medaille eingestellt worden. Ihre Verleihung erfolgte an alle Angehörige der spanischen Armee sowie verbündeter Streitkräfte, die durch Feindeinwirkung verwundet worden waren bzw. daran verstarben. Im letzteren Fall erhielten die Hinterbliebenen die Medaille am Trauerband. 1938 bestand die Medaille aus zwei Klassen.

## Stiftungsinhalt vom 1. Oktober 1938
Der erweiterte Stiftungsinhalt der Verleihung der Medaille für Leiden um das Vaterland betraf am 1. Oktober 1938 die Ausweitung der Verleihung auf diejenigen zivilen Personen, die in republikanische Gefangenschaft gerieten und sich dort Verwundungen oder Beschädigungen zugezogen hatten. Deren übertrieben patriotisch klingender Inhalt lautete:

„Der gegenwärtige Krieg Spaniens ist beispielhaft in Schmerzen und Leiden. Das Leben, die körperliche Unversehrtheit und die Freiheit der wehrhaften Mannschaft hat die Folges des Streites zu dulden. Aber außer den Spaniern, die sich mit Ehre und Ruhm durch das Opfer bedeckt haben, gibt es noch viele andere, die in der unbefreiten Zone das Mißgeschick hatten, in die Hände der Roten zu fallen, und die Behandlung und Umstände vorfanden, die schlimmer sind als die, die Kriegsgefangene erleiden müssen. ...“

Infolgedessen wurde bestimmt, dass die Medaille, über die in der Gesetzgebung vorgesehenen Fälle hinaus, an Personen verliehen werden könne, die in der nicht befreiten Zone aufgrund ihrer Gesinnung für die Freiheit Spaniens im Gefängnis gesessen hatten, ferner auch an diejenigen Väter, Söhne und Ehegatten von Kämpfern, die in der Gefangenschaft verstorben oder im Zuge des Spanischen Bürgerkrieges gefallen sind.

## Aussehen
Die Medaille mit einem Durchmesser von 32 mm ist vergoldet oder versilbert, wobei erstere an Offiziere und letztere an alle anderen verliehen wurde, und zeigt auf ihrem Avers mittig ein blau emailliertes Mittelmedaillon mit goldgefasstem Rand auf dem ein goldenes Symbol in Form eines Kastells zu sehen ist. Dieses ist von der, ebenfalls in Gold gehaltenen Umschrift SUFRIMIENTO POR LA PATRIA (Für das Leiden um das Vaterland) umschlossen. Umschlossen wird dieses Medaillon von einem weiteren weiß emaillierten Ring, der eine symbolisierte goldene Kette zeigt, an dem sich der geschlossene Lorbeerkranz anschließt.

## Trageweise
Getragen wurde die Medaille an der linken oberen Brustseite des Beliehenen an unterschiedlichen farblichen Bändern, deren Varianten waren:
- blaues Ordensband: für Inhaftierte und Gefangene in der Roten Zone (1940 bis 1975)
- gelbes Ordensband: für Verwundungen ohne direkte Feindeinwirkung
- gelbes Band mit zwei grünen senkrechten Mittelstreifen: für Verwundungen durch direkte Feindeinwirkung
  - für 1. Verwundung: dünnes rotes X auf dem Ordensband
  - für 2. Verwundung: zwei dünne rote X auf dem Ordensband untereinander
  - für 3. Verwundung: ein dickes rotes X mit darüber liegender goldener Spange
- gelbes Band mit zwei roten Mittelstreifen: für Verwundete ausländischer Truppen (z. B. Legion Condor)
- grünes Band: Verwundung in Friedenszeiten
- oranges Ordensband: für Verwundete in der Kriegsgefangenschaft
- schwarzes Ordensband: für Hinterbliebene.